# Порубаєв Петро Іванович
Петро Іванович Порубаєв (25 листопада 1869, Катеринослав — 30 грудня 1961, Одеса) — український живописець; член Спілки радянських художників України з 1940 року.

## Біографія
Народився 25 листопада 1869 року в місті Катеринославі (нині Дніпро, Україна). 1891 року закінчив гірничу школу у Лисичанську і до 1893 року працював у Катеринославі креслярем у Гірському управлінні Південної Росії. Протягом 1893—1894 років займався у малювальній школі Товариства заохочування мистецтв у Санкт-Петербурзі.
З 1894 по 1917 рік працював гірничим техніком та маркшейдером на одеських підземних каменоломнях. Одночасно у 1894—1896 роках був вільним слухачем в Одеській малювальній школі. Навчався зокрема у Киріака Костанді і Геннадія Ладиженського.
З 1917 по 1920 рік був хранителем Катеринославського художнього музею. У 1920 повернувся до Одеси. До 1926 року завідував сировинним музеєм та працював бібліотекаром у «Центросоюзі» та «Вукопспілці» Одеси; у 1926—1935 роках — маркшейдером на одеських каменоломнях.
Під час німецько-радянської війни, у 1941—1944 роках, залишався в окупованій Одесі, писав пейзажі. Помер в Одесі 30 грудня 1961 року.

## Творчість
Працював у галузі станкового живопису, створював пейзажі. Серед робіт:
- «Дніпровські пороги» (1919, Дніпровський художній музей);
- «Броненосець „Потьомкін“ у морі» (1925, Дніпровський художній музей);
- «Чорне море» (1936, Дніпровський художній музей);
- «Ніч на морі» (1949);
- «Прибій» (1952).

### Виставки
1901 року був одним із організаторів першої виставки художників Катеринослава. 1912 року експонував роботи на ХХІІІ виставці Товариства південноросійських художників в Одесі. Також в Одесі брав участь у 2-й весняній виставці «об'єднаних» 1913 року та виставці картин 1916 року.
У 1927—1929 роках експонував свої роботи на виставках Товариства художників імені Киріака Костанді, на республіканських виставках. Учасник виставок одеських художників: етюдів та малюнків у 1936 році; осінньої у 1938 році, звітної творчого сектору художньо-скульптурних майстерень у 1939—1940 роках; 2-ї звітної художників Одеси у 1940 році.
Під час війни був членом Товариства одеських художників, брав участь у виставках одеських та румунських художників «Salonul оfiсiаl» у 1942 та 1943 роках. У 1947 році брав участь у ІХ українській художній виставці та виставці одеських художників до ХХХ річниці Жовтневої революції.